# Богодухівська волость (Золотоніський повіт)
Богодухівська волость — адміністративно-територіальна одиниця Золотоніського повіту Полтавської губернії з центром у селі Богодухівка.
Станом на 1885 рік складалася з 9 поселень, 15 сільських громад. Населення — 6593 осіб (3224 осіб чоловічої статі та 3369 — жіночої), 1175 дворових господарств.
|                     | Площа, десятин | У тому числі орної, дес. |
| ------------------- | -------------- | ------------------------ |
| Сільських громад    | 6427           | 5272                     |
| Приватної власності | 7288           | 3775                     |
| Казенної власності  | —              | —                        |
| Іншої власності     | 416            | 371                      |
| Загалом             | 14131          | 9418                     |

Найбільші поселення волості станом на 1885:
- Богодухівка — колишнє державне та власницьке село при річці Ірклієві за 25 верст від повітового міста, 2850 осіб, 573 двори, 2 православні церкви, єврейський молитовний будинок, станова квартира, школа, земська станція, 3 постоялих двори, 4 постоялих будинки, лавка, 28 вітряних млинів, винокурний завод, базари по неділях та 4 ярмарки на рік: 25 березня, 10 липня, 26 серпня та 24 жовтня.
- Красенівка — колишнє державне та власницьке село при річці Ірклієві, 1113 осіб, 208  дворів, православна церква, 2 постоялих двори, 15 вітряних млинів.
- Хрестителеве (Довге) — колишнє державне та власницьке село при річці Ковраї, 2059 осіб, 440 дворів, православна церква, 4 постоялих двори, 33 вітряних млинів, 5 ярмарків на рік: 1 березня, вознесенський , 6 серпня, 20 вересня та 30 листопада.

Старшинами волості були:
- 1900—1907 роках селянин Леонтій Ієрофейович Черевань[2],[3],[4];
- 1913—1915 роках козак Василь Федорович Чиринько[5],[6].